# Sportjahr 2005
Liste der Sportjahre

◄◄ | ◄ | 2001 | 2002 | 2003 | 2004 | Sportjahr 2005 | 2006 | 2007 | 2008 | 2009 | ► | ►►

Weitere Ereignisse

## American Football
- 6. Februar: Die New England Patriots gewinnen Super Bowl XXXIX in Jacksonville, Florida, gegen die Philadelphia Eagles mit 24:21.
- 26. Juni: Die Marburg Mercenaries gewinnen das Endspiel um den EFAF Cup 2005 gegen die Elancourt Templiers mit 49:14.
- 9. Juli: Die Vienna Vikings gewinnen Eurobowl XIX gegen die Bergamo Lions mit 29:6.
- 17. Juli: Die deutsche Nationalmannschaft gewinnt das Endspiel der World Games 2005 in der Duisburger MSV-Arena mit 20:6 gegen Schweden.
- 30. Juli: Die Nationalmannschaft Schwedens gewinnt in Malmö, Schweden, gegen Deutschland mit 16:7 die Europameisterschaft.
- 8. Oktober: Die Braunschweig Lions gewinnen German Bowl XXVII in der AWD-Arena, Hannover, gegen die Hamburg Blue Devils mit 31:28.

## Badminton
Höhepunkte des Badmintonjahres 2005 waren die Weltmeisterschaft und der Sudirman Cup.

### World Badminton Grand Prix
| Veranstaltung       | Herreneinzel           | Dameneinzel         | Herrendoppel                         | Damendoppel                       | Mixed                                   |
| ------------------- | ---------------------- | ------------------- | ------------------------------------ | --------------------------------- | --------------------------------------- |
| Korea Open          | Peter Gade             | Jun Jae-youn        | Jens Eriksen Martin Lundgaard Hansen | Lee Kyung-won Lee Hyo-jung        | Lee Jae-jin Lee Hyo-jung                |
| German Open         | Lin Dan                | Xie Xingfang        | Fu Haifeng Cai Yun                   | Gao Ling Huang Sui                | Lee Jae-jin Lee Hyo-jung                |
| All England         | Chen Hong              | Xie Xingfang        | Cai Yun Fu Haifeng                   | Gao Ling Huang Sui                | Nathan Robertson Gail Emms              |
| Swiss Open          | Muhammad Hafiz Hashim  | Pi Hongyan          | Candra Wijaya Sigit Budiarto         | Lee Kyung-won Lee Hyo-jung        | Nathan Robertson Gail Emms              |
| Thailand Open       | Muhammad Hafiz Hashim  | Yao Jie             | Jung Jae-sung Lee Jae-jin            | Lee Kyung-won Lee Hyo-jung        | Lee Jae-jin Lee Hyo-jung                |
| Japan Open          | Lin Dan                | Zhang Ning          | Jens Eriksen Martin Lundgaard Hansen | Yang Wei Zhang Jiewen             | Sudket Prapakamol Saralee Thungthongkam |
| Singapur Open       | Taufik Hidayat         | Zhang Ning          | Candra Wijaya Sigit Budiarto         | Zhang Dan Zhang Yawen             | Zhang Jun Gao Ling                      |
| Malaysia Open       | Lee Chong Wei          | Zhang Ning          | Candra Wijaya Sigit Budiarto         | Yang Wei Zhang Jiewen             | Lee Jae-jin Lee Hyo-jung                |
| New Zealand Open    | Sairul Amar Ayob       | Adriyanti Firdasari | Boyd Cooper Travis Denney            | Rachel Hindley Rebecca Bellingham | Daniel Shirley Sara Runesten-Petersen   |
| China Masters       | Lin Dan                | Zhang Ning          | Guo Zhendong Xie Zhongbo             | Du Jing Yu Yang                   | Zhang Jun Gao Ling                      |
| Russia Open         | Stanislav Pukhov       | Nina Vislova        | Alexey Vasiliev Nikolaj Nikolaenko   | Nina Vislova Valeria Sorokina     | Sergey Lunev Evgeniya Dimova            |
| Indonesia Open      | Lee Hyun-il            | Wang Chen           | Markis Kido Hendra Setiawan          | Lee Kyung-won Lee Hyo-jung        | Nova Widianto Liliyana Natsir           |
| Thessaloniki WGP    | Niels Christian Kaldau | Xu Huaiwen          | Anthony Clark Robert Blair           | Gail Emms Donna Kellogg           | Anthony Clark Donna Kellogg             |
| Dutch Open          | Muhammad Hafiz Hashim  | Xu Huaiwen          | Choong Tan Fook Lee Wan Wah          | Mia Audina Lotte Bruil            | Robert Mateusiak Nadieżda Kostiuczyk    |
| Denmark Open        | Lee Chong Wei          | Pi Hongyan          | Chan Chong Ming Koo Kien Keat        | Kumiko Ogura Reiko Shiota         | Thomas Laybourn Kamilla Rytter Juhl     |
| Hong Kong Open      | Lin Dan                | Zhang Ning          | Fu Haifeng Cai Yun                   | Yang Wei Zhang Jiewen             | Xie Zhongbo Zhang Yawen                 |
| China Open          | Chen Hong              | Zhang Ning          | Candra Wijaya Sigit Budiarto         | Yang Wei Zhang Jiewen             | Nathan Robertson Gail Emms              |
| Chinese Taipei Open | Lee Hyun-il            | Tracey Hallam       | Tony Gunawan Halim Haryanto          | Chien Yu-chin Cheng Wen-hsing     | Tony Gunawan Cheng Wen-hsing            |
| India Open          | abgesagt               | abgesagt            | abgesagt                             | abgesagt                          | abgesagt                                |
| World Cup           | Lin Dan                | Xie Xingfang        | Cai Yun Fu Haifeng                   | Yang Wei Zhang Jiewen             | Xie Zhongbo Zhang Yawen                 |

## Basketball
- 17. März–4. April: NCAA Tournament mit anschließendem „Final Four“ in St. Louis, Missouri
- 18.–20. Februar: NBA All-Star Game 2005 in Denver, Colorado
- 28. Juni: NBA Draft 2005 in New York City

## Beachvolleyball
- 10.–12. Juni: Zurich Masters Essen

## Formel 1
- 12. Juni: Großer Preis von Kanada in Montreal
- 19. Juni: Großer Preis der USA in Indianapolis

## Fußball
- 18. Mai: ZSKA Moskau besiegt im Finale des UEFA-Pokals Sporting Lissabon in deren Heimstadion 3:1 und gewinnt als erster russischer Verein einen europäischen Vereinswettbewerb.
- 25. Mai: Im Finale der UEFA Champions League in Istanbul siegt der FC Liverpool 3:2 im Elfmeterschießen (nach 90 Minuten und nach der Verlängerung stand es 3:3) gegen den AC Mailand und gewinnt den bedeutendsten europäischen Vereinswettbewerb bereits zum 5. Mal.
- 30. Juni: Der FC São Paulo schlägt den Athletico Paranaense 4:0 und gewinnt nach einem 1:1 im Hinspiel den Copa Libertadores.
- 18. Dezember: Die Boca Juniors gewinnen den Copa Sudamericana im Penaltyschießen nach zwei 1:1-Unentschieden im Hin- und Rückspiel gegen UNAM Pumas.
- 19. Dezember: Ronaldinho und Birgit Prinz werden zu den FIFA-Weltfußballern des Jahres 2005 gewählt.

## Golf
- 16.–19. Juni: US Open 2005

## Leichtathletik
- 14. Juni – Asafa Powell, Jamaika, lief die 100 Meter in 9,77 Sekunden.
- 5. Juli – Jelena Issinbajewa, Russland, erreichte im Stabhochsprung der Damen 4,93 Meter.
- 16. Juli – Jelena Issinbajewa, Russland, erreichte im Stabhochsprung der Damen 4,95 Meter.
- 22. Juli – Jelena Issinbajewa, Russland, erreichte im Stabhochsprung der Damen 4,96 Meter.
- 22. Juli – Jelena Issinbajewa, Russland, erreichte im Stabhochsprung der Damen 5,00 Meter.
- 7. August – Olimpiada Wladimirowna Iwanowa, Russland, ging die 20.000 Meter in 1:25:41 h.
- 12. August – Jelena Issinbajewa, Russland, erreichte im Stabhochsprung der Damen 5,01 Meter.
- 14. August – Osleidys Menéndez, Kuba, erreichte im Speerwurf der Damen 71,70 Meter.
- 26. August – Kenenisa Bekele, Äthiopien, lief die 10.000 Meter der Damen in 26:17,54 Meter.

## Motorradsport

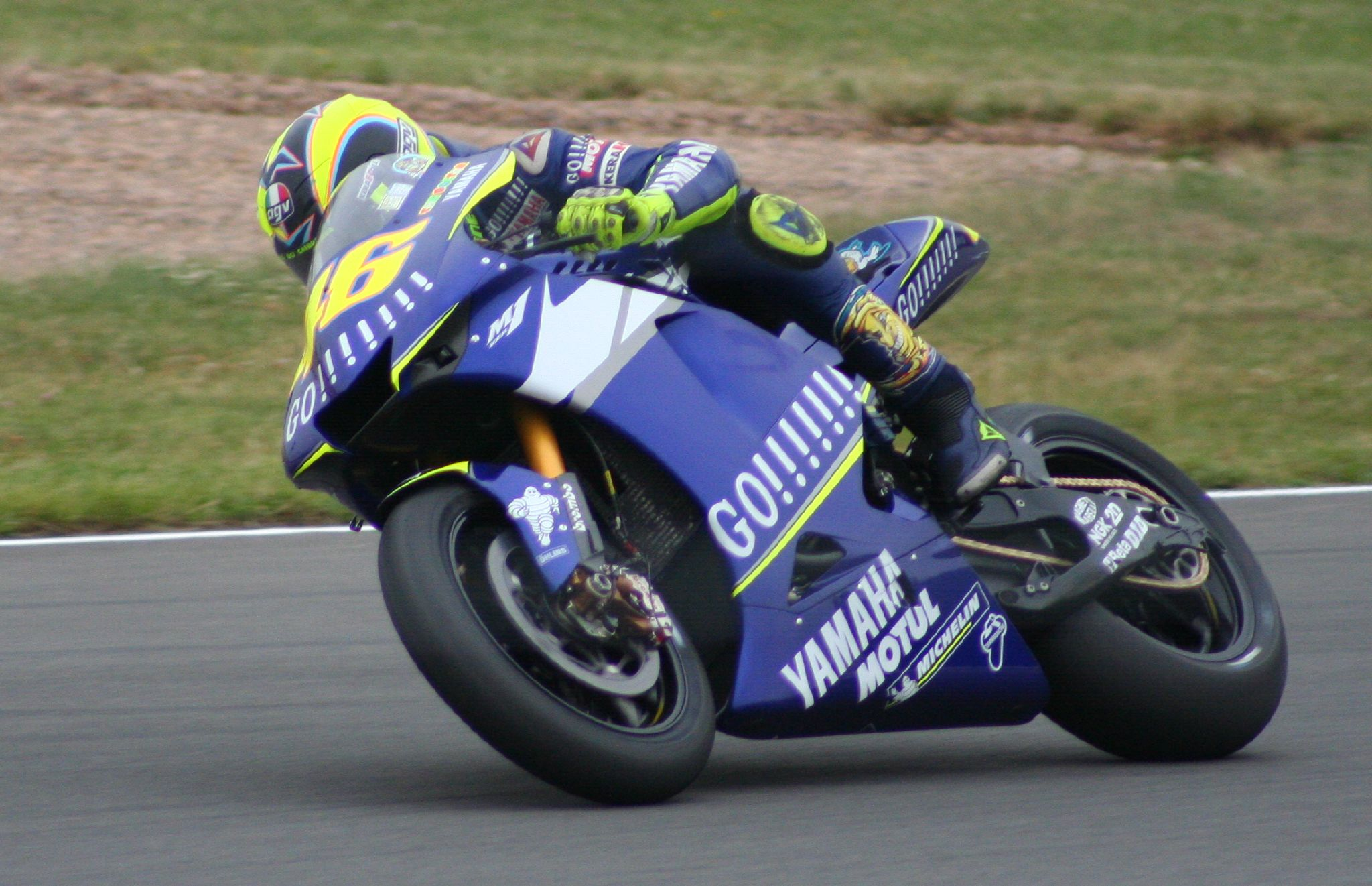
MotoGP-Weltmeister Valentino Rossi auf Yamaha YZR-M1.

### Motorrad-Weltmeisterschaft
- Motorrad-Weltmeisterschaft 2005

#### MotoGP-Klasse (990 cm³)
- In der MotoGP-Klasse gewinnt der 26-jährige Italiener Valentino Rossi auf Yamaha den insgesamt siebten WM-Titel seiner Laufbahn und den vierten in Folge in dieser Kategorie. Er setzt sich gegen seinen Landsmann Marco Melandri und den US-Amerikaner Nicky Hayden (beide Honda) durch. In der Konstrukteurswertung gewinnt Yamaha vor Honda und Ducati.

#### 250-cm³-Klasse
- In der 250-cm³-Klasse verteidigt der 20-jährige Spanier Dani Pedrosa auf Honda vor dem Australier Casey Stoner (Aprilia) und dem Italiener Andrea Dovizioso (Honda) seinen im Vorjahr gewonnenen Titel. In der Konstrukteurswertung setzt sich Honda gegen Aprilia und KTM durch.

#### 125-cm³-Klasse
- Den WM-Titel in der Achtelliterklasse gewinnt der 19-jährige Schweizer Thomas Lüthi auf Honda. Zweiter wird der Finne Mika Kallio, Dritter der Ungar Gábor Talmácsi, beide auf KTM. In der Konstrukteurswertung siegt KTM vor Honda und Aprilia.

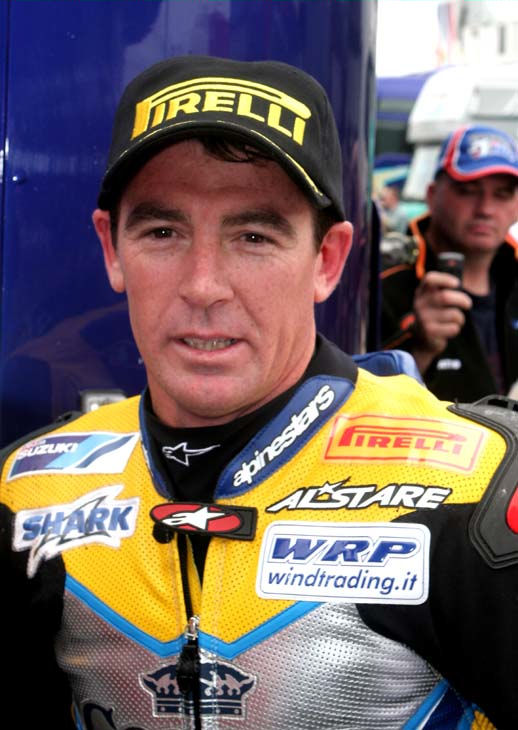
Superbike-Weltmeister Troy Corser

### Superbike-Weltmeisterschaft
- Der Australier Troy Corser gewinnt auf Suzuki vor seinem Landsmann Chris Vermeulen (Honda) und dem Japaner Noriyuki Haga (Yamaha) die Fahrerwertung. Für den 34-Jährigen ist dies nach 1996 der zweite WM-Titel seiner Laufbahn in dieser Kategorie. In der Konstrukteurswertung setzt sich Suzuki vor Honda und Ducati durch.

Details: Superbike-Weltmeisterschaft 2005

### Supersport-Weltmeisterschaft
- Der 32-jährige Franzose Sébastien Charpentier gewinnt auf Honda vor dem Australier Kevin Curtain (Yamaha) und dem Japaner Katsuaki Fujiwara (Honda) die Fahrerwertung. In der Konstrukteurswertung setzt sich Honda gegen Yamaha und Ducati durch.

Details: Supersport-Weltmeisterschaft 2005

## Olympische Spiele
- 6. Juli: Olympia: Das IOC entscheidet über den Austragungsort der Olympischen Sommerspiele 2012

## Radsport
- 11.–19. Juni: Tour de Suisse

## Tennis

### Grand-Slam-Turniere
- 17. bis 30. Januar: Australian Open
- 23. Mai bis 5. Juni: French Open
- 20. Juni bis 3. Juli: Wimbledon
- 29. August bis 11. September: US Open

### World Tour Finals
- Tennis Masters Cup: 13. bis 20. November in Shanghai
- WTA Championships

### Weitere Turniere
- World Team Cup
- Fed-Cup
- Hopman-Cup: 1. bis 8. Januar in Perth

## Wintersport
- 16.–27. Februar: Nordische Skiweltmeisterschaften 2005 in Oberstdorf.
- 26. Februar–5. März: Special Olympics Winterspiele in Nagano, Japan

## Geboren

### Januar
- 03. Januar: Medina Eisa, äthiopische Leichtathletin
- 04. Januar: Emil Højlund, dänischer Fußballspieler
- 05. Januar: Noah Mbamba, belgischer Fußballspieler
- 08. Januar: Torrie Lewis, australische Leichtathletin
- 11. Januar: Rafael Lubach, deutscher Fußballspieler
- 12. Januar: Nassim Elouarti, marokkanisch-deutscher Fußballspieler
- 13. Januar: Iker Bravo, spanischer Fußballspieler
- 16. Januar: Awad Aman, saudi-arabischer Fußballspieler
- 18. Januar: Benedetta Pilato, italienische Schwimmerin
- 19. Januar: Jamie Perkins, australische Schwimmerin
- 20. Januar: Ermias Girma, äthiopischer Leichtathlet
- 20. Januar: Liam Harvey, schottischer Fußballspieler
- 21. Januar: Rocco Žiković, kroatischer Fußballspieler
- 24. Januar: Sembo Almayew, äthiopische Leichtathletin
- 24. Januar: Krystian Okoniewski, polnischer Fußballspieler
- 27. Januar: Tyler Bindon, neuseeländisch-US-amerikanischer Fußballspieler
- 27. Januar: Bradley Nkoana, südafrikanischer Leichtathlet
- 31. Januar: Laurin Ulrich, deutscher Fußballspieler

### Februar
- 02. Februar: Fabio Torsiello, deutsch-italienischer Fußballspieler
- 04. Februar: Zidan Sertdemir, dänischer Fußballspieler
- 04. Februar: Aboubaka Soumahoro, französischer Fußballspieler
- 12. Februar: David Watson, schottischer Fußballspieler
- 14. Februar: Jaden Eikermann, deutscher Wasserspringer
- 15. Februar: Dženan Pejčinović, deutsch-montenegrinischer Fußballspieler
- 16. Februar: Eliesse Ben Seghir, marokkanisch-französischer Fußballspieler
- 17. Februar: Jayson Videira Pereira, luxemburgisch-portugiesischer Fußballspieler
- 23. Februar: Pascal Klemens, deutscher Fußballspieler
- 25. Februar: Berkay Yılmaz, türkisch-deutscher Fußballspieler
- 26. Februar: Tim Hoffmann, deutscher Fußballspieler
- 27. Februar: Zuzanna Pawlikowska, polnische Tennisspielerin

### März
- 06. März: Tim Drexler, deutscher Fußballspieler
- 06. März: Tony Menzel, deutscher Fußballspieler
- 08. März: Joel Agyekum, deutsch-ghanaischer Fußballspieler
- 09. März: Leon-Oumar Wechsel, deutscher Fußballspieler
- 12. März: Eya Guezguez, tunesische Regattaseglerin († 2022)
- 12. März: Sarra Guezguez, tunesische Regattaseglerin
- 17. März: Nelson Weiper, deutsch-albanischer Fußballspieler
- 18. März: Lukas Kelly-Heald, neuseeländischer Fußballspieler
- 20. März: Gabriele Minì, italienischer Autorennfahrer
- 25. März: Hannah Hartmann, deutsche Volleyballspielerin
- 25. März: Ella Onojuvwevwo, nigerianische Leichtathletin
- 28. März: Peyton Craig, australischer Leichtathlet
- 29. März: Leila Walker, neuseeländische Radrennfahrerin

### April
- 02. April: Malek El Mala, deutscher Fußballspieler
- 02. April: Rikuto Hashimoto, japanischer Fußballspieler
- 04. April: Filippo Farioli, italienischer Motorradrennfahrer
- 07. April: Montader Madjed, schwedischer Fußballspieler
- 12. April: Claudia Hollingsworth, australische Leichtathletin
- 14. April: Dean Huijsen, spanisch-niederländischer Fußballspieler
- 15. April: Enzo Trulli, italienischer Automobilrennfahrer
- 17. April: Sidney Raebiger, deutscher Fußballspieler
- 22. April: Robert Fitzgerald, US-amerikanischer Eisschnellläufer (* 1923)
- 24. April: Abdisa Fayisa, äthiopischer Leichtathlet
- 26. April: Noah Dettwiler, Schweizer Motorradrennfahrer
- 27. April: Oscar Peyre Mitilla, ruandischer Schwimmer
- 27. April: Mathys Tel, französischer Fußballspieler
- 29. April: Johannes Aigner, österreichischer Skirennläufer und Behindertensportler
- 30. April: Max Scholze, deutscher Fußballspieler

### Mai
- 02. Mai: Jak Crawford, US-amerikanischer Automobilrennfahrer
- 02. Mai: Tim Köhler, deutscher Fußballspieler
- 07. Mai: Chilohem Onuoha, deutscher Fußballspieler
- 07. Mai: Alisar Youssef, syrische Leichtathletin
- 08. Mai: Oliver Bearman, britischer Automobilrennfahrer
- 11. Mai: Gwyneth ten Raa, luxemburgische Skirennläuferin
- 12. Mai: Jolanio Guterres, osttimoresischer Schwimmer
- 12. Mai: Wiktorija Listunowa, russische Turnerin
- 14. Mai: Anastassija Gorodko, kasachische Freestyle-Skierin
- 24. Mai: Sydney Francisco, palauische Leichtathletin
- 24. Mai: Max Grüger, deutscher Fußballspieler
- 25. Mai: Ranah Akua Stoiber, britische Tennisspielerin
- 27. Mai: Tomás Mondino, argentinischer Leichtathlet
- 28. Mai: Sima Suso, deutsch-gambischer Fußballspieler
- 29. Mai: Nino Marcelli, slowakischer Fußballspieler
- 30. Mai: Fabian Giessmann, deutscher Basketballspieler

### Juni
- 01. Juni: Mark Gevorgyan, deutscher Fußballspieler
- 01. Juni: Rashed Nawaf, katarischer Tennisspieler
- 03. Juni: Chloe David, vanuatische Leichtathletin
- 05. Juni: Fabio Chiarodia, italienisch-deutscher Fußballspieler
- 05. Juni: Flynn Southam, australischer Schwimmer
- 07. Juni: Wijaleta Bardsilouskaja, belarussische Trampolinturnerin
- 08. Juni: Kao Miura, japanischer Eiskunstläufer
- 10. Juni: Maleselo Fukofuka, tongaischer Leichtathlet
- 12. Juni: Senna Agius, australischer Motorradrennfahrer
- 12. Juni: Samer al-Yafaee, jemenitischer Leichtathlet
- 17. Juni: Funa Nakayama, japanische Skateboarderin
- 28. Juni: Tom Bischof, deutscher Fußballspieler

### Juli
- 01. Juli: Layla Haynes, barbadische Leichtathletin
- 07. Juli: Ron Holland, US-amerikanischer Basketballspieler
- 08. Juli: Efe Arda Koyuncu, türkischer Fußballspieler
- 08. Juli: Efe-Kaan Sihlaroğlu, deutsch-türkischer Fußballspieler
- 09. Juli: Trần Thị Nhi Yến, vietnamesische Leichtathletin
- 16. Juli: Lia Böhme, deutsche Skispringerin
- 18. Juli: Julian Pauli, deutscher Fußballspieler
- 20. Juli: Fabio Baldé, deutsch-portugiesischer Fußballspieler
- 21. Juli: William Reed, Leichtathlet von den Marshallinseln
- 26. Juli: Miyanda Maseti, südafrikanische BMX-Rennfahrerin
- 28. Juli: Valentin Abt, deutscher Handballspieler
- 31. Juli: Jovan Milošević, serbischer Fußballspieler

### August
- 01. August: Julia Tannheimer, deutsche Biathletin
- 05. August: Alexandra Rexová, slowakische paralympische Skirennfahrerin
- 06. August: Kevin Wiethaup, deutsch-nigerianischer Fußballspieler
- 07. August: Ethan Olivier, neuseeländischer Leichtathlet
- 08. August: Johannes Pölz, österreichischer Skispringer
- 09. August: Leon Nowottny, deutscher Handballtorhüter
- 11. August: Mika Haas, deutscher Fußballspieler
- 11. August: Maurice Krattenmacher, deutscher Fußballspieler
- 14. August: Johann Grünloh, deutscher Basketballspieler
- 14. August: Ahsan Ramzan, pakistanischer Snookerspieler
- 15. August: Cornelia Öhlund, schwedische Skirennläuferin
- 19. August: Omar Megeed, deutsch-ägyptischer Fußballspieler
- 22. August: Phillip Tonn, deutscher Motorradrennfahrer

### September
- 02. September: Joshua Whatley, britischer Motorradrennfahrer
- 04. September: Marie Steiner, deutsche Fußballspielerin
- 05. September: Armin Haider, österreichischer Fußballspieler
- 10. September: Emma Tóthová, slowakische Tennisspielerin
- 11. September: Chen Yuxi, chinesische Wasserspringerin
- 21. September: Craig Moore, schottischer Fußballspieler
- 22. September: Julian Bojko, ukrainischer Snookerspieler
- 25. September: Jakub Filip, tschechischer Tennisspieler
- 26. September: Gaoussou Diakité, malischer Fußballspieler

### Oktober
- 03. Oktober: Iona Anderson, australische Schwimmerin
- 07. Oktober: Tim Krohn, deutscher Fußballspieler
- 12. Oktober: Andrew August, US-amerikanischer Radrennfahrer
- 19. Oktober: Asaf Arania, israelischer Fußballspieler
- 19. Oktober: Fabian Schmutzler, deutscher Dartspieler
- 22. Oktober: Anna Dulce, moldawische Sportschützin
- 25. Oktober: William Kallenbach, deutscher Fußballspieler
- 26. Oktober: Elias Baum, deutscher Fußballspieler
- 28. Oktober: Humberto Maier, brasilianischer Motorradrennfahrer
- 29. Oktober: José Antonio Rueda, spanischer Motorradrennfahrer

### November
- 01. November: Milly Clegg, neuseeländische Fußballspielerin
- 11. November: Ben Doak, schottischer Fußballspieler
- 11. November: Alexis Kpadé, französisch-beninischer Schwimmer
- 15. November: Matija Legović, kroatischer Biathlet
- 22. November: Malena Córdoba, argentinische Leichtathletin
- 22. November: Ali Eren Ersungur, deutsch-türkischer Fußballspieler
- 24. November: Marija Kusmina, russische Nordische Kombiniererin
- 24. November: Ibrahim Maza, algerisch-deutscher Fußballspieler
- 27. November: Sanel Saljic, österreichischer Fußballspieler
- 28. November: Lennox Lehmann, deutscher Motorradrennfahrer

### Dezember
- 01. Dezember: Zonta van den Goorbergh, niederländischer Motorradrennfahrer
- 11. Dezember: Arijon Ibrahimović, deutsch-kosovarischer Fußballspieler
- 16. Dezember: Leo Sauer, slowakischer Fußballspieler
- 23. Dezember: Paul Wanner, deutsch-österreichischer Fußballspieler
- 25. Dezember: Oleksij Sereda, ukrainischer Wasserspringer
- 31. Dezember: Leighton Bennett, englischer Dartspieler

## Gestorben

### Januar
- 01. Januar: Bernhard Petruschke, deutscher Motorradrennfahrer (* 1910)
- 02. Januar: Arnold Denker, US-amerikanischer Schachspieler (* 1914)
- 06. Januar: Tarquinio Provini, italienischer Motorradrennfahrer (* 1933)
- 08. Januar: Tage Fahlborg, schwedischer Kanute (* 1912)
- 11. Januar: Fabrizio Meoni, italienischer Motorradrennfahrer (* 1957)
- 12. Januar: Tullio Gonnelli, italienischer Leichtathlet (* 1912)
- 12. Januar: Kenneth Farmer, kanadischer Eishockeyspieler (* 1912)
- 16. Januar: Jerzy Pławczyk, polnischer Leichtathlet (* 1911)
- 17. Januar: Maria Albuleț, rumänische Schachspielerin (* 1932)
- 18. Januar: Robert Moch, US-amerikanischer Ruderer (* 1914)

### Februar
- 02. Februar: Yvonne Sherman, US-amerikanische Eiskunstläuferin (* 1930)
- 08. Februar: Gaston Rahier, belgischer Motocrossfahrer (* 1947)
- 16. Februar: Hans von Blixen-Finecke junior, schwedischer Vielseitigkeitsreiter (* 1916)
- 22. Februar: Willia Bartels, deutscher Automobilrennfahrer (* 1927)
- 22. Februar: Honoré Bonnet, französischer Alpinskitrainer (* 1919)
- 27. Februar: Werner Kleine, deutscher Ruderer (* 1907)

### März
- 01. März: Holger Nurmela, schwedischer Eishockeyspieler (* 1920)
- 15. März: Jean-Pierre Genet, französischer Radrennfahrer (* 1940)
- 16. März: Arciso Artesiani, italienischer Motorradrennfahrer (* 1922)
- 19. März: Gertrude Wilhelmsen, US-amerikanische Leichtathletin (* 1913)

### April
- 10. April: Aatos Lehtonen, finnischer Fußball-, Bandy-, Handball- und Basketballspieler und Fußballtrainer (* 1914)
- 11. April: László Nagy, ungarischer Eiskunstläufer (* 1927)
- 11. April: Douglas Peden, kanadischer Sportler (* 1916)
- 12. April: Cyril Sidlow, walisischer Fußballtorhüter (* 1915)
- 21. April: Feroze Khan, pakistanischer Hockeyspieler (* 1904)
- 30. April: Niklaus Stump, Schweizer Skisportler (* 1920)
- 30. April: Alfons Supersaxo, Schweizer Skisportler (* 1926)

### Mai
- 06. Mai: Ernestine Lebrun, französische Schwimmerin (* 1906)
- 11. Mai: Axel Östrand, schwedischer Skispringer (* 1909)
- 20. Mai: Joseph Levis, US-amerikanischer Fechter (* 1905)
- 22. Mai: Ernst Jakob Henne, deutscher Motorradrennfahrer (* 1904)

### Juni
- 09. Juni: Erik Jørgensen, dänischer Leichtathlet (* 1920)
- 11. Juni: Audrey Brown, britische Leichtathletin (* 1913)
- 22. Juni: Karl-Heinz Gehmlich, deutscher Fußballspieler (* 1921)

### Juli
- 04. Juli: Per Gedda, schwedischer Segler (* 1914)
- 08. Juli: Sven Thunman, schwedischer Eishockeyspieler (* 1920)
- 14. Juli: Tilly Fleischer, deutsche Leichtathletin (* 1911)
- 17. Juli: Marie Vierdag, niederländische Schwimmerin (* 1905)
- 23. Juli: Madi Epply, österreichische Wasserspringerin (* 1907)
- 28. Juli: Jacques Lacarrière, französischer Eishockeyspieler und Sportfunktionär (* 1906)
- 28. Juli: Camille Muls, belgischer Radrennfahrer (* 1916)

### August
- 05. August: Polina Astachowa, sowjetisch-ukrainische Kunstturnerin (* 1936)
- 05. August: Fritze Carstensen, dänische Schwimmerin (* 1925)
- 08. August: Nikolai Putschkow, russischer Eishockeytorwart und Olympiasieger 1956 (* 1930)
- 08. August: Pauli Vesterinen, finnischer Leichtathlet (* 1923)
- 13. August: George Daniels, ghanaischer Sprinter (* 1950)
- 22. August: Jim McMillin, US-amerikanischer Ruderer (* 1914)

### September
- 07. September: Horst Dehn, deutscher Fußballspieler (* 1937)
- 08. September: Hans Keiter, deutscher Feldhandballspieler (* 1910)
- 10. September: Jónas Halldórsson, isländischer Wasserballspieler und Schwimmer (* 1914)
- 12. September: Juan Carlos Anderson, argentinischer Leichtathlet (* 1913)
- 15. September: Lennart Ekdahl, schwedischer Segler (* 1912)
- 17. September: Thorstein Kråkenes, norwegischer Ruderer (* 1924)
- 28. September: Igor Rybak, sowjetischer Gewichtheber und Olympiasieger 1956 (* 1934)
- 29. September: Robert Dorgebray, französischer Radrennfahrer (* 1915)

### Oktober
- 04. Oktober: André Waterkeyn, belgischer Hockeyspieler (* 1917)
- 08. Oktober: Tin Dekkers, niederländischer Boxer (* 1916)
- 13. Oktober: Evald Äärma, estnischer Leichtathlet (* 1911)
- 16. Oktober: Børge Mortensen, dänischer Radrennfahrer (* 1921)
- 18. Oktober: Heinrich Nettesheim, deutscher Ringer (* 1915)
- 20. Oktober: Rudi Felgenheier, deutscher Motorradrennfahrer (* 1930)
- 21. Oktober: Doris Quarmby, britische Schwimmerin (* 1919)
- 23. Oktober: Nils Lundh, schwedischer Skispringer (* 1921)
- 25. Oktober: Martti Huhtala, finnischer Skisportler und Sportfunktionär (* 1918)
- 29. Oktober: Sergei Saweljew, russischer Skilangläufer und Olympiasieger (* 1948)
- 29. Oktober: Elizabeth Wilde, US-amerikanische Leichtathletin (* 1913)
- 30. Oktober: Doris Eckert, deutsche Leichtathletin (* 1915)
- 30. Oktober: Hamuro Tetsuo, japanischer Schwimmer (* 1917)

### November
- 16. November: Richard Moore, US-amerikanischer Segler (* 1910)
- 25. November: Richard Burns, britischer Rallyefahrer (* 1971)
- 29. November: István Liszkay, ungarischer Radrennfahrer (* 1912)

### Dezember
- 01. Dezember: Eddie Schroeder, US-amerikanischer Eisschnellläufer (* 1911)
- 17. Dezember: Emil Ratzenhofer, österreichischer Eiskunstläufer (* 1914)
- 18. Dezember: Belita Jepson Turner, britische Eiskunstläuferin (* 1923)
- 20. Dezember: Lavinia Gianoni, italienische Turnerin (* 1911)
- 21. Dezember: Walter Schock, deutscher Automobilrennfahrer (* 1920)
- 25. Dezember: Fred Rößner, österreichischer Skisportler, Trainer und Sportpionier (* 1911)

### Datum unbekannt
- Maria Anikanowa, russisch-sowjetische Eisschnellläuferin (* 1916)
- Friedel Schön, deutscher Motorradrennfahrer (* 1914)
- Rolf Spring, Schweizer Ruderer (* 1917)